# 腕立て伏せ

腕立て伏せ

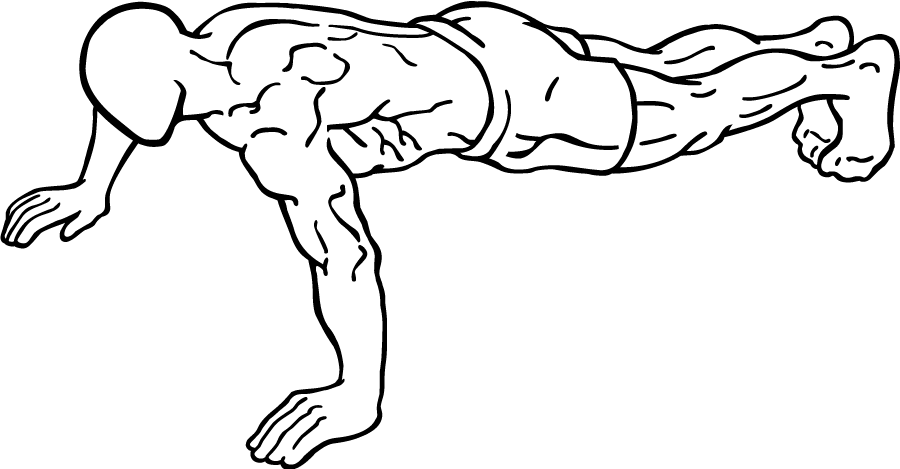
腕立て伏せ（開始）

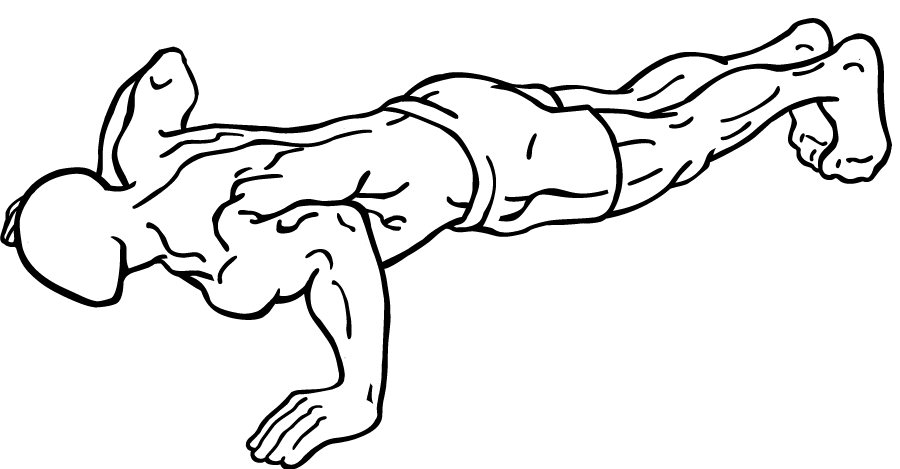
腕立て伏せ（終了）

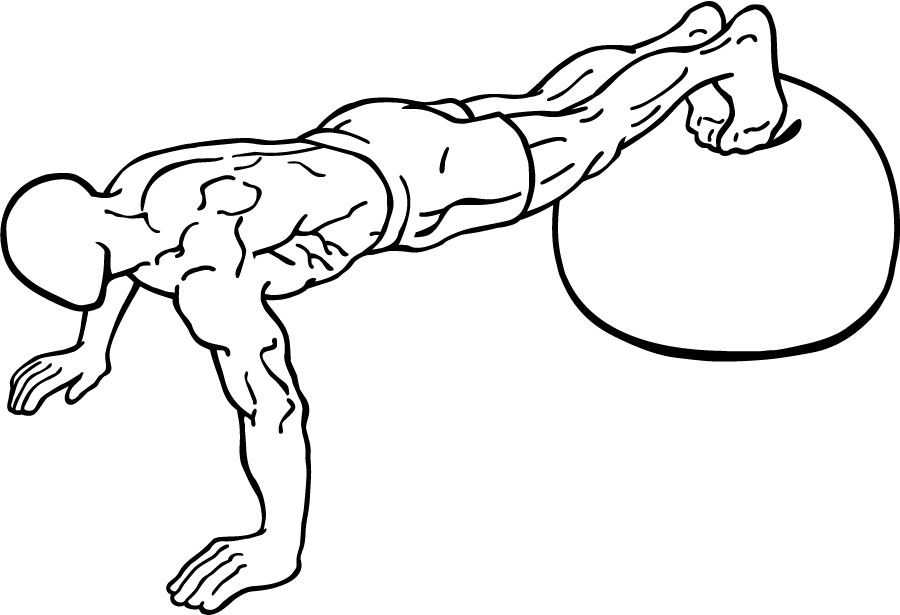
高負荷の腕立て伏せ（開始）

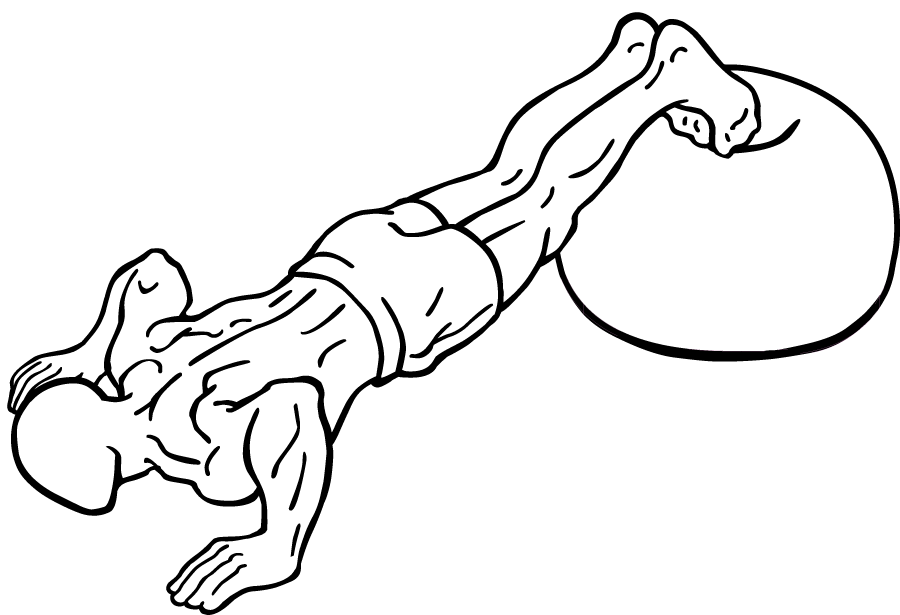
高負荷の腕立て伏せ（終了）

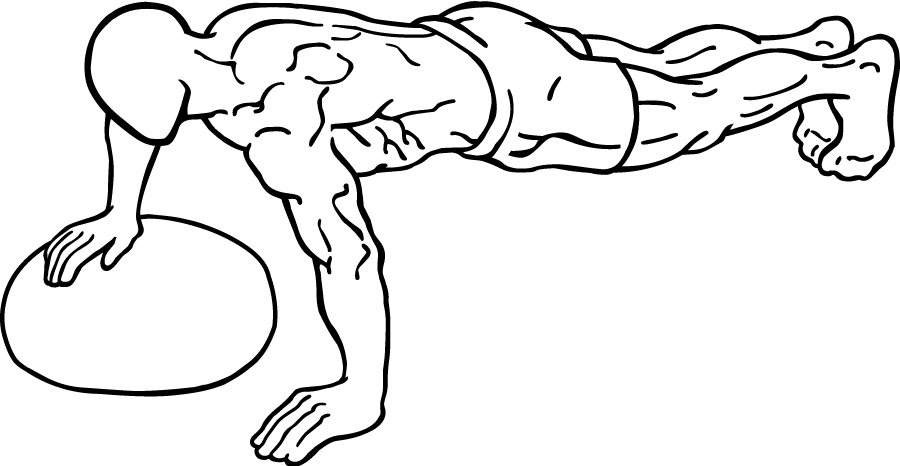
One-armed push-up（開始）

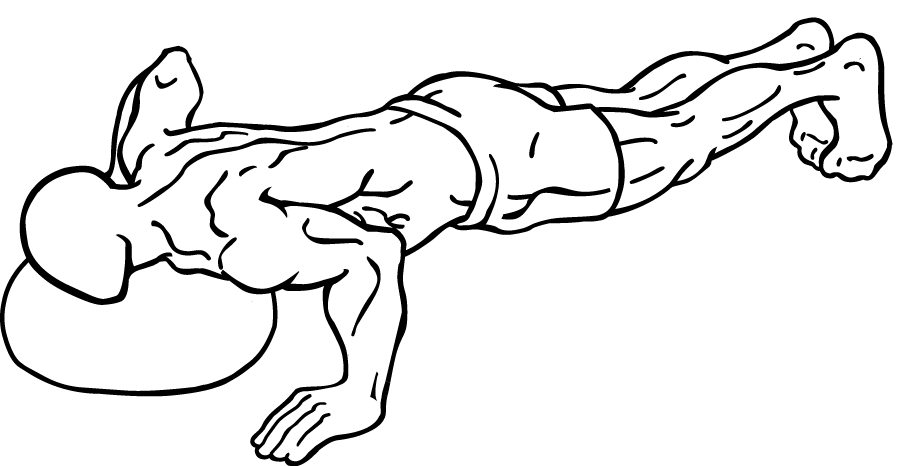
One-armed push-up（終了）

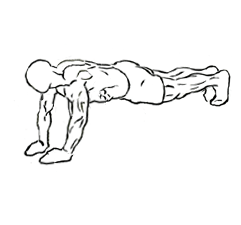
Narrow grip push-up（開始）

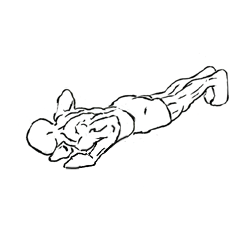
Narrow grip push-up（終了）

腕立て伏せ（うでたてふせ）、プッシュアップは、筋力トレーニングの1つ。体育学では「腕立て伏臥腕屈伸」とも呼ばれる。

## 概要
うつ伏せの状態から、全身の体重を両手と両爪先の4箇所で支え、両腕を伸ばす力（肘関節を曲げた状態から伸ばす動き）によって身体を持ち上げる動作と、肘関節を曲げて身体を地面に付かない程度まで下げる動作を繰り返すのが基本的な方法である。この際、腰を曲げず、頭部から足先までを常に直線状に維持することが重要である。動作中の呼吸は、身体を持ち上げながら息を吐く方法と、持ち上げて最高点に達したところで吐ききる方法がある。

## 効果
腕の開き方によって負荷が掛かる箇所が変わるため、特定の筋肉を選択的に鍛えることができる。具体的には両腕を大きく開きながら行う（ワイド・プッシュアップ）と大胸筋に、両手を揃えながら行う（ナロー・プッシュアップ）と上腕三頭筋に負荷が掛かる。このほかに補助筋として三角筋前部、肘筋が使われる。また、正しい姿勢で行うことにより腹直筋、腹斜筋、腹横筋を刺激でき、体幹トレーニングの効果も期待できる。
高速に屈伸するよりも、ゆっくりとちゃんとしたフォームで屈伸したほうが、大きな負荷を連続的に掛けることができるため、筋肉をつける目的で行う場合には効率がよい。

## 注意点
手軽に始められる反面、負荷が大きいので注意が必要である。手首の関節が固く、掌が反りにくい人は手首の関節を故障しやすい。この場合は、プッシュアップバーを利用するか拳立て伏せとし、場合によってはダンベルなどを使用したウエイトトレーニングを検討する。

## バリエーション

ダンドはインド発の腕立て伏せスタイルで、ブルース・リーがトレーニングにも使用している。

腕立て伏せは一般的に掌を床について腕を屈伸させるが、空手やボクシングなどのトレーニングでは、指を立て掌を浮かした状態で行う「指立て伏せ」や、拳を握った状態で行う「拳立て伏せ」、メディシンボールやプッシュアップバーと呼ばれる道具を使ったものなどもある。これらは前腕部の筋力や握力の鍛錬に効果があるとされる。また、負荷を増すために、脚部を上体より高く傾斜させたり、さらにこれらを片腕で行う場合もある。 両手を体と90度ではなく180度、つまりバンザイの状態にして行うと非常に負荷が大きく、様々な部位が鍛えられるが高難度である。逆に、通常の腕立て伏せよりも負荷を減らすために、膝をついて行うこともできる。
また、高難度のものとして「90°腕立て伏せ」という、足を床につけず腕の力だけで逆立ちと腕立て伏せを繰り返すものがある。ギネス世界記録は20回。

## 競技としての腕立て伏せ
スポーツあるいは競技として腕立て伏せが行われることもある。一例として、時間無制限で限界を競う場合や一定時間での回数を競うもの、一定回数を行う時間を競うものなどがある。回数のカウント方法としては、身体の上下運動の一往復をもって1回とすることが多いが、肘を最も折りたたんだ状態から、一度伸ばし、再度肘が折りたたんだ状態になることで1回と数えるか、肘を伸ばした状態から、折り曲げ、再度元の状態になるまでを1回と数えるかは任意である。競技としての厳密さを追求する場合には、正確なカウントが求められるため、顎が地面に触れることによって身体が十分に押し下げられたと判断する等の基準を定めることがある。

## 著名なエピソード
第58代横綱の千代の富士は、先天的に脱臼しやすい肩関節を強化するために、1日500回（ただし何セットかに分割して実施）の腕立て伏せを行うことにより筋肉で肩の関節を安定させ脱臼しにくい身体を手に入れた。また、一日に1000回やっていたともいう。